# Always 인천 배칠수입니다
Always 인천 배칠수입니다는 경인방송에서 매일 오후 4시 5분부터 저녁 6시까지 방송 중인 음악 프로그램이다.

## 개요
2024년 5월 27일부터 경인방송 봄 개편으로 전 프로그램인 라디오쇼 후속으로 본 프로그램을 신설했다.

## DJ
- 배칠수

## 코너 소개

### 매일 코너
- 오늘 우리는
- 오늘의 한 곡
- 우리는, 내일

### 요일 코너
- 월 : 베스트 앤 웨스트!
- 화 : 올웨이즈 라이브
- 수 : 당신이 주인공
- 목 : 여러분의, 올웨이즈 민원 4시 (Guest 유지원 인천시 시민소통담당관)
- 금 : 공항 가는 길
- 토 : 시민피디
- 일 : 핫 플레이스 리스트